# Lamina propria
La lamina propria (o tonaca propria) è una componente dei rivestimenti umidi noti come membrane mucose che rivestono vari condotti del corpo (quali il tratto respiratorio, il tratto gastrointestinale e il tratto urogenitale).
La lamina propria (più correttamente lamina propria mucosae) è un sottile strato di tessuto connettivo lasso che si trova sotto l'epitelio e insieme all'epitelio costituisce la mucosa. Come indica il nome latino, è una componente caratteristica della mucosa, "lo strato specifico proprio della mucosa". Il termine mucosa o membrana mucosa si riferisce dunque sempre alla combinazione di epitelio più lamina propria.
La lamina propria contiene capillari e un capillare linfatico centrale nell'intestino tenue, oltre a tessuto linfoide. La lamina propria contiene inoltre ghiandole con dotti che si aprono verso l'epitelio della mucosa, le quali secernono muco e secrezioni sierose.